# Cèl·lules 3T3
Les cèl·lules 3T3 provenen d'una línia cel·lular establerta el 1962 per dos científics, aleshores al Departament de Patologia de la New York University School of Medicine, George Todaro i Howard Green. La línia cel·lular 3T3 s'ha convertit en la línia cel·lular estàndard de fibroblast. Todaro i Green van obtenir originalment les seves cèl·lules 3T3 del teixit embrionari del ratolí de la soca Swiss albí.

## Nomenclatura
La designació "3T3" es refereix a l'abreviatura de "3 dies de transferència, inòcul 3 x 105 cèl·lules". Aquesta línia cel·lular es va establir originalment a partir de les cèl·lules primàries de fibroblast embrionari de ratolí, que van ser cultivades pel protocol designat, l'anomenat 'protocol 3T3'. Les cèl·lules primàries de fibroblast embrionari de ratolí van ser transferides (la "T") cada 3 dies (el primer número "3") i es van inocular a la densitat fixa de 3 × 105 cèl·lules per placa de 20 cm2 (el segon "3") de forma continuada. Les cèl·lules immortalitzades espontàniament amb un ritme de creixement estable, es van establir després de 20-30 generacions en cultiu i després es van anomenar cèl·lules "3T3". Concretament, les "3T3-L1" és la línia de 3T3 actuals més corrent.

## Característiques
Les 3T3 de Swiss poden ser inhibides per temazepam i altres benzodiazepines. Aquestes cèl·lules també presenten inhibició per contacte i són sensibles al virus del sarcoma i al virus de la leucèmia. Les cèl·lules 3T3 poden ser transformades amb el virus SV40 i alguns altres poliomavirus.

### Expressió
La lisofosfatidilcolina (lisso-PC) indueix l'activitat AP-1 i l'activitat de c-jun N-terminal kinasa (JNK1) per una via independent de la proteïna cinasa C.

### Citogenètica
Les cèl·lules del ratolí 3T3 són hipertriploides. El nombre de cromosomes modal és el 68, que es produeix en el 30% de les cèl·lules. Els ploidis més elevats es produeixen a un ritme molt inferior del 2,4%.

## Usos
Les cèl·lules 3T3 s'utilitzen sovint en el cultiu de queratinocits. Les 3T3 secreten factors de creixement favorables a aquest tipus de cèl·lules.